# (33765) 1999 RK100
1999 RK100 (asteroide 33765) é um asteroide da cintura principal. Possui uma excentricidade de 0.20988320 e uma inclinação de 13.18556º.
Este asteroide foi descoberto no dia 8 de setembro de 1999 por LINEAR em Socorro.